# Altana

Altana AG  — третя за величиною фармацевтична компанія Німеччина, була заснована в 1873.
50,1 % акцій компанії належать Susanne Klatten  — найбагатшій жінці Німеччини.

## Діяльність
Останнім часом Altana займається розробкою двох препаратів, призначених для лікування захворювань дихальної системи, Roflumilast та Ciclesonide.
Виручка компанії в 2003 склала 2,7 млрд євро.